# Diplopterys valvata
Diplopterys valvata är en tvåhjärtbladig växtart som först beskrevs av W.R.Anderson och B. Gates, och fick sitt nu gällande namn av W.R.Anderson och C.Davis. Diplopterys valvata ingår i släktet Diplopterys och familjen Malpighiaceae. Inga underarter finns listade i Catalogue of Life.